# Вільчковиці-Дольні (Лодзинське воєводство)
Вільчковиці-Дольні (пол. Wilczkowice Dolne) — село в Польщі, у гміні Ленчиця Ленчицького повіту Лодзинського воєводства.
У 1975-1998 роках село належало до Плоцького воєводства.